# Rocky
Rocky je američki film iz 1976. godine i prvi od šest nastavaka o boksaču Rockyju Balboi kojeg glumi Sylvester Stallone u režiji Johna G. Avildsena. 

## Radnja
Rocky Balboa je neobrazovan, ali ljubazan boksač i utjerivač duga iz Philadelphije, koji želi ostvariti američki san i postati uspješan. Jednog dana ponuđena mu je životna prilika: da se natječe u teškoj kategoriji protiv svjetskog prvaka Apolla Creeda, nakon što se ozlijedio boksač, koji je prvotno trebao nastupiti. 
Rocky je zatražio pomoć bivšeg boksača i vlasnika teretane Mickeya Goldmilla, koji mu je postao trener i vjerovao je, da Rocky može puno postići. Vježbao je čak i u klaonici, gdje je radio njegov prijatelj, koji mu je dozvolio da udara u svinjske polovice. Hodao je s njegovom povučenom sestrom Adrian. 
Meč se odigrao na Novu godinu. Svjetski prvak Apollo Creed ležerno je započeo, a Rocky ga je srušio već u prvoj rundi, što je meču dalo dinamiku. Trajalo je maksimalnih 15 rundi, što je i bio Rockyjev plan, jer je htio pokazati, da je kvalitetan boksač. Oba boksača pretrpjeli su teške udarce i dobili vidljive modrice i ozljede. Na završetku meča Rocky je pozvao Adrian, koja je dotrčala u ring. Suci su odlučili, da je pobjednik Apollo Creed s neznantno većim brojem bodova, a Adrian i Rocky su izmjenjivali nježnosti ne mareći o konačnom rezultatu.

## Glavne uloge
- Sylvester Stallone kao Robert "Rocky" Balboa
- Talia Shire kao Adrianna "Adrian" Pennino
- Burt Young kao Paulie Pennino
- Carl Weathers kao Apollo Creed
- Burgess Meredith kao Mickey Goldmill
- Joe Spinell kao Tony Gazzo

## Odjeci
Film je snimljen za 1,2 milijuna dolara, a ostvario je više od 117,2 milijuna dolara dobiti i postao veliki hit. Dobio je tri Oscara, uključujući nagradu za najbolji film. Pobrao je pozitivne kritike, a Sylvester Stallone postao je zvijezda nakon ovog filma. Film je prepun scena koje su ušle u filmsku povijest poput one u kojoj Rocky trči stepenicama muzeja umjetnosti u Philadelphiji. Film je dobio još pet nastavaka: Rocky 2, Rocky 3, Rocky 4, Rocky 5 i Rocky Balboa, koji je trebao biti oproštajni film, ali 2015. snimljen je novi nastavak Creed.